# Sphinx grisea-distincta
Sphinx grisea-distincta är en fjärilsart som beskrevs av Tutt 1904. Sphinx grisea-distincta ingår i släktet Sphinx och familjen svärmare. Inga underarter finns listade i Catalogue of Life.